# 尼斯克沃茲卡河

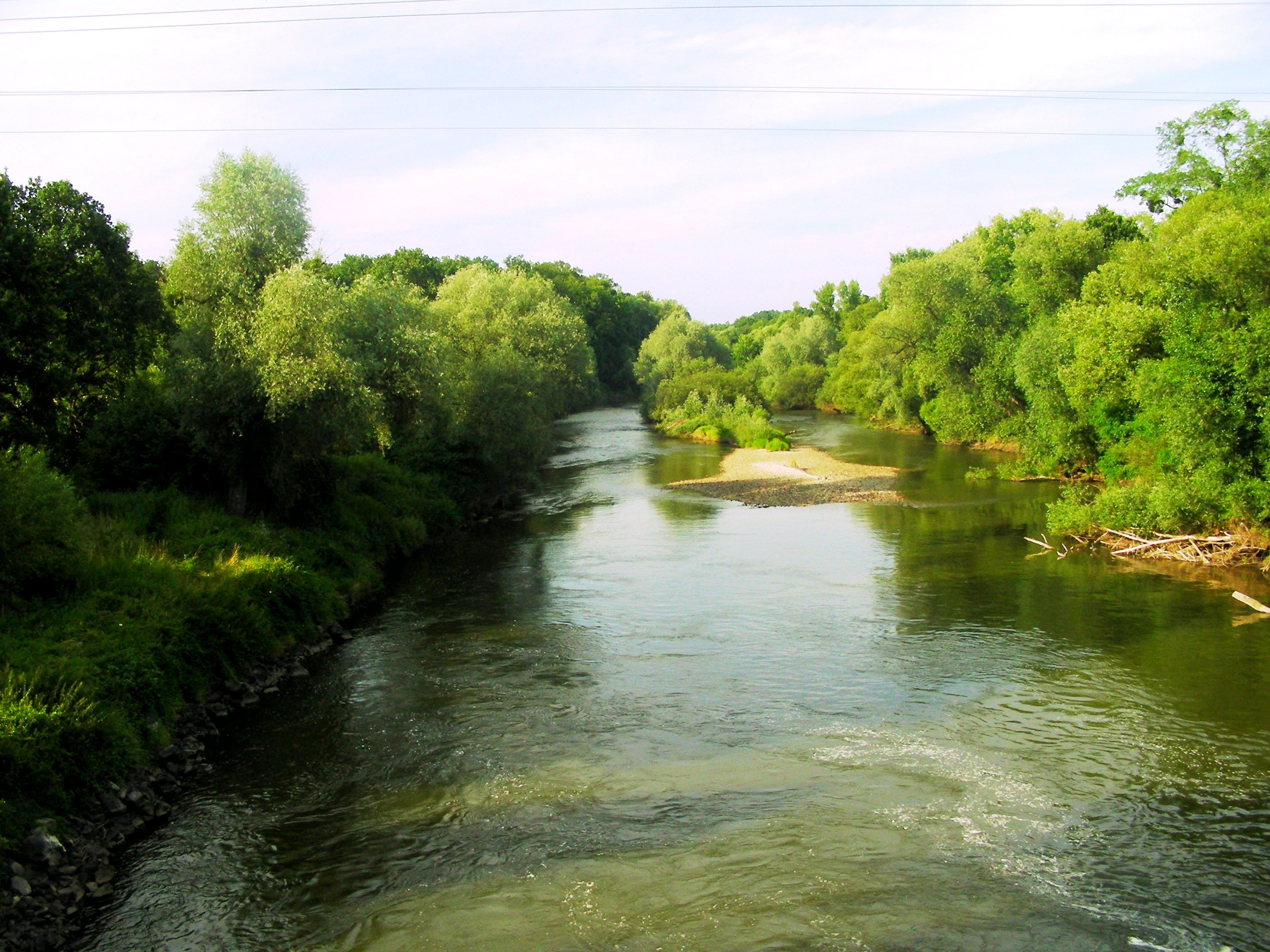

尼斯克沃茲卡河（波蘭語：Nysa Kłodzka；含义均为“克沃茲科的尼斯河”，与“卢萨蒂亚的尼斯河”相对），又称东尼斯河（英語：Eastern Neisse），是波蘭的河流，位於該國西南部，屬於奧得河的左支流，河流全長182公里，流域面積4,566平方公里，發源自蘇台德山脈，河道上有兩座人工湖泊。